# Kvalifikace na Mistrovství světa ve fotbale 2014 (AFC)
Kvalifikace na Mistrovství světa ve fotbale 2014 zóny AFC určila 4 účastníky finálového turnaje a jednoho účastníka mezikontinentální baráže.
Pětice nejlepších týmů z minulé kvalifikace byla nasazena přímo do třetí fáze, dalších 22 týmů bylo nasazeno do druhé fáze a nejhorších 16 začínalo v první fázi.
V prvních dvou fázích hraných v červnu a červenci 2011 byly týmy rozlosovány do dvojic, ve kterých se utkaly doma a venku. Do třetí fáze postoupilo 15 vítězů druhé fáze, kde se přidali k pětici nasazených týmů. Celky byly rozlosovány do pěti skupin po čtyřech týmech, přičemž první dva týmy z každé skupiny postoupily do čtvrté fáze. V ní bylo 10 týmů rozlosováno do dvou skupin po pěti účastnících. První dva týmy z každé skupiny následně přímo postoupily na závěrečný turnaj, zatímco týmy na třetích místech postoupily do baráže o místo v mezikontinentální baráži.

## Nasazení
Týmy byly nasazeny podle výsledků v minulé kvalifikaci na MS.
| Přímo nasazeni do třetí fáze (1. až 5. místo)                       | Přímo nasazení do druhé fáze (6. až 27. místo) | Hrající první fázi (28. až 43. místo) |
| ------------------------------------------------------------------- | --- | --- |
| 1. Japonsko 2. Jižní Korea 3. Austrálie 4. Severní Korea 5. Bahrajn | 1. Saúdská Arábie 2. Írán 3. Katar 4. Uzbekistán 5. SAE 6. Sýrie 7. Omán 8. Jordánsko 9. Irák 10. Singapur 11. Čína 12. Kuvajt 13. Thajsko 14. Turkmenistán 15. Libanon 16. Jemen 17. Tádžikistán 18. Hongkong 19. Indonésie 20. Kyrgyzstán 21. Maledivy 22. Indie | 1. Malajsie 2. Afghánistán 3. Kambodža 4. Nepál 5. Bangladéš 6. Srí Lanka 7. Vietnam 8. Mongolsko 9. Pákistán 10. Palestina 11. Východní Timor 12. Macao 13. Tchaj-wan 14. Myanmar 15. Filipíny 16. Laos |

Pozn.
- Brunej byl suspendován FIFA, a tak se nemohl zúčastnit.
- Týmy  Bhútán a  Guam se rozhodly nezúčastnit se.

## První fáze
V první fázi se šestnáctka nejníže nasazených týmů utkala systémem doma a venku o postup do druhé fáze.

### Nasazení
Týmy byly nasazeny do dvou košů – Koš A zahrnoval týmy s nasazením 28 až 35 a koš B týmy s nasazením 36 až 43. Los se uskutečnil 30. března 2011 v Kuala Lumpur.
| Koš A                               | Koš A                                 | Koš B                                   | Koš B                           |
| ----------------------------------- | ------------------------------------- | --------------------------------------- | ------------------------------- |
| Malajsie Afghánistán Kambodža Nepál | Bangladéš Srí Lanka Vietnam Mongolsko | Pákistán Palestina Východní Timor Macao | Tchaj-wan Myanmar Filipíny Laos |

### Zápasy
Úvodní zápasy se hrály 29. června a odvety 3. července 2011.
| Domácí v 1. zápase | Celkem  | Hosté v 1. zápase | 1. zápas | 2. zápas     |
| ------------------ | ------- | ----------------- | -------- | ------------ |
| Malajsie           | 4–4 (v) | Tchaj-wan         | 2–1      | 2–3          |
| Bangladéš          | 3–0     | Pákistán          | 3–0      | 0–0          |
| Kambodža           | 6–8     | Laos              | 4–2      | 2–6 (prodl.) |
| Srí Lanka          | 1–5     | Filipíny          | 1–1      | 0–4          |
| Afghánistán        | 1–3     | Palestina         | 0–2      | 1–1          |
| Vietnam            | 13–1    | Macao             | 6–0      | 7–1          |
| Nepál              | 7–1     | Východní Timor    | 2–1      | 5–0          |
| Mongolsko          | 1–2     | Myanmar           | 1–0      | 0–2          |

## Druhá fáze
Ve druhé fázi se 22 přímo nasazených týmů a 8 postupujících z první fáze utkalo systémem doma a venku o postup do třetí fáze.

### Nasazení
Týmy byly rozděleny do dvou košů – Koš A zahrnoval týmy s nasazením 6 až 20 a koš B týmy s nasazením 21 až 27 a navíc osmičku postupujících z první fáze. Los se uskutečnil 30. března 2011 v Kuala Lumpur.
| Koš A                                                         | Koš A                                                  | Koš B                                                          | Koš B                                                                    |
| ------------------------------------------------------------- | ------------------------------------------------------ | -------------------------------------------------------------- | ------------------------------------------------------------------------ |
| Saúdská Arábie Írán Katar Uzbekistán SAE Sýrie Omán Jordánsko | Irák Singapur Čína Kuvajt Thajsko Turkmenistán Libanon | Jemen Tádžikistán Hongkong Indonésie Kyrgyzstán Maledivy Indie | Malajsie† Bangladéš† Laos† Filipíny† Palestina† Vietnam† Nepál† Myanmar† |

† Vítěz prvního kola, jehož identita nebyla v době losu druhé fáze známa.

### Zápasy
Úvodní zápasy se hrály 23. července a odvety 28. července 2011.
| Domácí v 1. zápase | Celkem | Hosté v 1. zápase | 1. zápas | 2. zápas |
| ------------------ | ------ | ----------------- | -------- | -------- |
| Thajsko            | 3–2    | Palestina         | 1–0      | 2–2      |
| Libanon            | 4–2    | Bangladéš         | 4–0      | 0–2      |
| Čína               | 13–3   | Laos              | 7–2      | 6–1      |
| Turkmenistán       | 4–5    | Indonésie         | 1–1      | 3–4      |
| Kuvajt             | 5–1    | Filipíny          | 3–0      | 2–1      |
| Omán               | 4–0    | Myanmar           | 2–0      | 2–0      |
| Saúdská Arábie     | 8–0    | Hongkong          | 3–0      | 5–0      |
| Írán               | 5–0    | Maledivy          | 4–0      | 1–0      |
| Sýrie              | 6–11   | Tádžikistán       | 2–1      | 4–0      |
| Katar              | 4–2    | Vietnam           | 3–0      | 1–2      |
| Irák               | 2–0    | Jemen             | 2–0      | 0–0      |
| Singapur           | 6–4    | Malajsie          | 5–3      | 1–1      |
| Uzbekistán         | 7–0    | Kyrgyzstán        | 4–0      | 3–0      |
| SAE                | 5–2    | Indie             | 3–0      | 2–2      |
| Jordánsko          | 10–1   | Nepál             | 9–0      | 1–1      |

1 Sýrie byla vyloučena FIFA vzhledem k tomu, že za ni nastoupil hráč, který nastoupit nesměl. Místo ní postoupil původně vyřazený Tádžikistán.

## Třetí fáze
Ve třetí fázi bylo 15 postupujících ze druhé fáze a 5 přímo nasazených týmů rozlosováno do pěti skupin po čtyřech. Ve skupinách se utkal každý s každým dvoukolově doma a venku a první dva týmy z každé skupiny postoupily do čtvrté fáze.

### Nasazení
K rozdělení do losovacích košů byl použit žebříček FIFA z července 2011. Los se uskutečnil 30. července 2011 v Rio de Janeiru.
| Koš 1                                    | Koš 2                                            | Koš 3                       | Koš 4                                            |
| ---------------------------------------- | ------------------------------------------------ | --------------------------- | ------------------------------------------------ |
| Japonsko Austrálie Jižní Korea Írán Čína | Uzbekistán Katar Jordánsko Saúdská Arábie Kuvajt | Bahrajn Sýrie Omán Irák SAE | Severní Korea Thajsko Singapur Indonésie Libanon |

### Skupiny
Zápasy se hrály od 2. září 2011 do 29. února 2012.

#### Skupina A
| Tým       | Z | V | R | P | VG | IG | +/- | B  |
| --------- | - | - | - | - | -- | -- | --- | -- |
| Irák      | 6 | 5 | 0 | 1 | 14 | 4  | +10 | 15 |
| Jordánsko | 6 | 4 | 0 | 2 | 11 | 7  | +4  | 12 |
| Čína      | 6 | 3 | 0 | 3 | 10 | 6  | +4  | 9  |
| Singapur  | 6 | 0 | 0 | 6 | 2  | 20 | -18 | 0  |

#### Skupina B
| Tým         | Z | V | R | P | VG | IG | +/- | B  |
| ----------- | - | - | - | - | -- | -- | --- | -- |
| Jižní Korea | 6 | 4 | 1 | 1 | 14 | 4  | +10 | 13 |
| Libanon     | 6 | 3 | 1 | 2 | 10 | 14 | -4  | 10 |
| Kuvajt      | 6 | 2 | 2 | 2 | 8  | 9  | -1  | 8  |
| SAE         | 6 | 1 | 0 | 5 | 9  | 14 | -5  | 3  |

#### Skupina C
| Tým           | Z | V | R | P | VG | IG | +/- | B  |
| ------------- | - | - | - | - | -- | -- | --- | -- |
| Uzbekistán    | 6 | 5 | 1 | 0 | 8  | 1  | +7  | 16 |
| Japonsko      | 6 | 3 | 1 | 2 | 14 | 3  | +11 | 10 |
| Severní Korea | 6 | 2 | 1 | 3 | 3  | 4  | -1  | 7  |
| Tádžikistán   | 6 | 0 | 1 | 5 | 1  | 18 | -17 | 1  |

#### Skupina D
| Tým            | Z | V | R | P | VG | IG | +/- | B  |
| -------------- | - | - | - | - | -- | -- | --- | -- |
| Austrálie      | 6 | 5 | 0 | 1 | 13 | 5  | +8  | 15 |
| Omán           | 6 | 2 | 2 | 2 | 3  | 6  | −3  | 8  |
| Saúdská Arábie | 6 | 1 | 3 | 2 | 6  | 7  | −1  | 6  |
| Thajsko        | 6 | 1 | 1 | 4 | 4  | 8  | −4  | 4  |

#### Skupina E
| Tým       | Z | V | R | P | VG | IG | +/- | B  |
| --------- | - | - | - | - | -- | -- | --- | -- |
| Írán      | 6 | 3 | 3 | 0 | 17 | 5  | +12 | 12 |
| Katar     | 6 | 2 | 4 | 0 | 10 | 5  | +5  | 10 |
| Bahrajn   | 6 | 2 | 3 | 1 | 13 | 7  | +6  | 9  |
| Indonésie | 6 | 0 | 0 | 6 | 3  | 26 | -23 | 0  |

## Čtvrtá fáze
Celkem 10 týmů bylo rozlosováno do dvou skupin po pěti účastnících, kteří se utkali dvoukolově každý s každým doma a venku. První dva týmy z každé skupiny následně přímo postoupily na závěrečný turnaj, zatímco týmy na třetích místech postoupily do baráže o místo v mezikontinentální baráži.

### Nasazení
K rozdělení do losovacích košů byl použit žebříček FIFA z března 2012 (čísla v závorkách za každým týmem znamenají pořadí v tomto žebříčku). Los se uskutečnil 9. března 2012 v Kuala Lumpur.
| Koš 1                           | Koš 2                   | Koš 3                     | Koš 4                     | Koš 5                   |
| ------------------------------- | ----------------------- | ------------------------- | ------------------------- | ----------------------- |
| Austrálie (20) Jižní Korea (30) | Japonsko (33) Írán (51) | Uzbekistán (67) Irák (76) | Jordánsko (83) Katar (88) | Omán (92) Libanon (124) |

### Skupiny
Zápasy se hrály od 3. června 2012 do 18. června 2013.

#### Skupina A
| Tým         | Z | V | R | P | VG | IG | +/- | B  |
| ----------- | - | - | - | - | -- | -- | --- | -- |
| Írán        | 8 | 5 | 1 | 2 | 8  | 2  | +6  | 16 |
| Jižní Korea | 8 | 4 | 2 | 2 | 13 | 7  | +6  | 14 |
| Uzbekistán  | 8 | 4 | 2 | 2 | 11 | 6  | +5  | 14 |
| Katar       | 8 | 2 | 1 | 5 | 5  | 13 | -8  | 7  |
| Libanon     | 8 | 1 | 2 | 5 | 3  | 12 | -9  | 5  |

- Írán postoupil na Mistrovství světa ve fotbale 2014.
- Jižní Korea postoupila na Mistrovství světa ve fotbale 2014.
- Uzbekistán postoupil do baráže o 5. místo.

#### Skupina B
| Tým       | Z | V | R | P | VG | IG | +/- | B  |
| --------- | - | - | - | - | -- | -- | --- | -- |
| Japonsko  | 8 | 5 | 2 | 1 | 16 | 5  | +11 | 17 |
| Austrálie | 8 | 3 | 4 | 1 | 12 | 7  | +5  | 13 |
| Jordánsko | 8 | 3 | 1 | 4 | 7  | 16 | -9  | 10 |
| Omán      | 8 | 2 | 3 | 3 | 7  | 10 | -3  | 9  |
| Irák      | 8 | 1 | 2 | 5 | 4  | 8  | -4  | 5  |

- Japonsko postoupilo na Mistrovství světa ve fotbale 2014.
- Austrálie postoupila na Mistrovství světa ve fotbale 2014.
- Jordánsko postoupilo do baráže o 5. místo.

## Baráž o 5. místo
Týmy ze třetích míst skupin čtvrté fáze se systémem doma a venku utkaly o místo v mezikontinentální baráži. Zápasy se hrály 6. a 10. září 2013.
Los určující, kdo bude v této baráži začínat na domácím hřišti, se uskutečnil dne 19. března 2013 v Curychu.
| Domácí v 1. zápase | Celkem         | Hosté v 1. zápase | 1. zápas | 2. zápas     |
| ------------------ | -------------- | ----------------- | -------- | ------------ |
| Jordánsko          | 2:2 (9:8 pen.) | Uzbekistán        | 1:1      | 1:1 (prodl.) |

### Úvodní zápas
| 6. září 2013 19:00 UTC+3 |        |              |                                               |
| Jordánsko                | 1 – 1  | Uzbekistán   | Stadion krále Abdulláha, Ammán diváci: 16 819 |
| Al-Laham 30'             | Report | Djeparov 35' | Stadion krále Abdulláha, Ammán diváci: 16 819 |

### Odveta
| 10. září 2013 19:00 UTC+5 |                |            |                                                    |
| Uzbekistán                | 1 – 1 (prodl.) | Jordánsko  | Pakhtakor Markaziy Stadium, Taškent diváci: 25 621 |
| Ismailov 5'               | Report         | Murjan 42' | Pakhtakor Markaziy Stadium, Taškent diváci: 25 621 |

|                                                                                               |     | Penaltový rozstřel                                                                       |  |
| Ahmedov Djeparov Kapadze Tukhtakhodjaev Sergeev Shorakhmedov Denisov Nagaev Tursunov Ismailov | 8–9 | Bani Yaseen Al-Saify Abdallah Deeb Murjan Hayel Adous Mustafa Amer Deeb Zahran Al-Dmeiri |  |

Celkové skóre dvojzápasu bylo 2:2. Do mezikontinentální baráže postoupilo  Jordánsko, když zvítězilo 9:8 na penalty.

## Statistika
Údaje platné pouze k zóně AFC v tomto kvalifikačním cyklu (včetně baráží):
Nejlepší střelec Šindži Okazaki (8 gólů)
Mužstva s nejvíce nastřílenými brankami
- Írán (30 gólů, skóre 30:7, průměr 1,9 vstřelených gólů na zápas, 16 odehraných zápasů, 10 výher, 4 remízy, 2 prohry)
- Japonsko (30 gólů, skóre 30:8, průměr 2,1 vstřelených gólů na zápas, 14 odehraných zápasů, 8 výher, 3 remízy, 3 prohry)
- Jordánsko (30 gólů, skóre 30:26, průměr 1,7 vstřelených gólů na zápas, 18 odehraných zápasů, 8 výher, 4 remízy, 6 proher)